# 1982-es labdarúgó-világbajnokság
Az 1982-es labdarúgó-világbajnokság a 12. világbajnokság volt, melyet Spanyolországban rendeztek 1982. június 13. és július 11. között. A házigazda spanyolokat a FIFA 1966 júliusában választotta ki. A világbajnokságot Olaszország nyerte, miután a döntőben legyőzte az NSZK válogatottját 3–1 arányban. Ez volt az olaszok harmadik világbajnoki címe 1934 és 1938 után. Ezzel a sikerrel egyenlítettek Brazíliával szemben a vb címekért folytatott küzdelemben (3–3). Ez volt az első világbajnokság, amelyen 24 ország válogatottja vett részt.
Ezen a világbajnokságon játszották a „gijóni megnemtámadási szerződés” néven elhíresült NSZK–Ausztria mérkőzést, amelynek következményeként a jövőbeni labdarúgó-világbajnokságokon a csoportkör utolsó két mérkőzését azonos időpontban játsszák.

## Rendező
Spanyolországot a FIFA 1966. július 6-án választotta ki rendezőnek Londonban. Az 1974-es és az 1978-as világbajnokság rendező országairól is ekkor döntöttek. Az NSZK és Spanyolország alkut kötött egymással, miszerint a 74-es torna szavazásánál a spanyolok támogatják az NSZK-t, a 82-es esetében pedig fordítva.

## Selejtezők

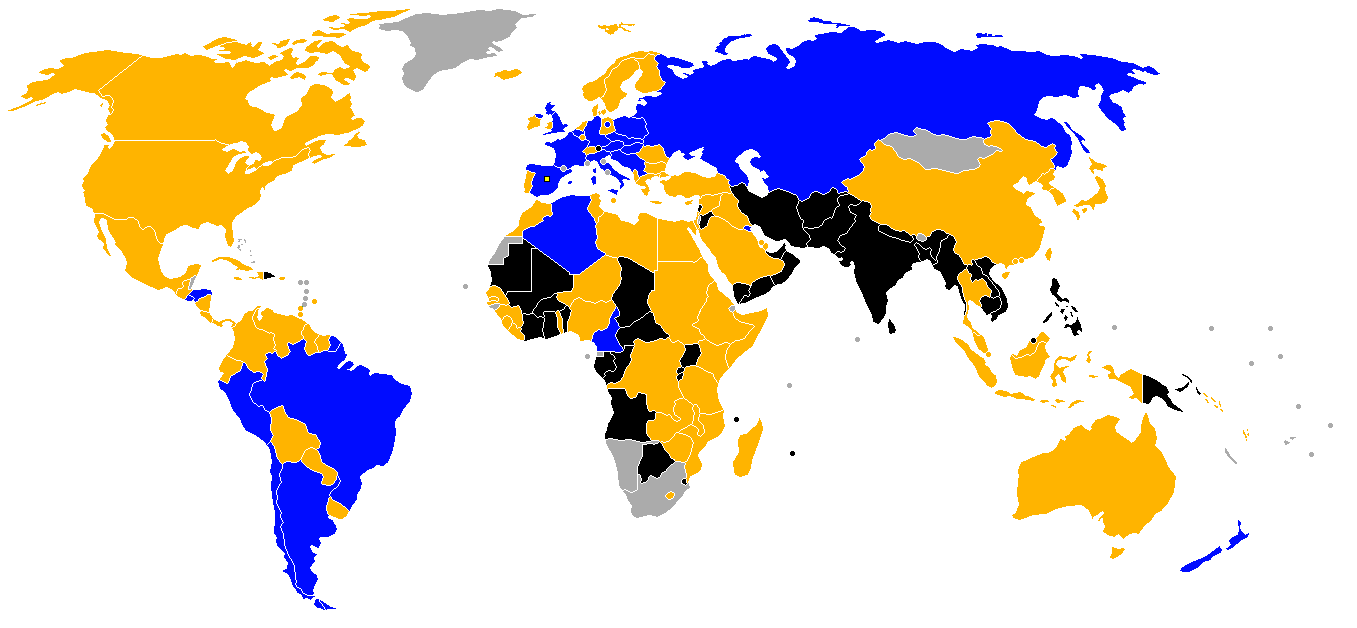

Összesen 109 válogatott nevezett a selejtezőkre. Ez volt az első világbajnokság, melyen a korábbi 16 csapat helyett 24 vett részt.
Európát a házigazda spanyolokkal együtt 14 ország képviselte. Dél-Amerikából (CONMEBOL) 4, Észak és Közép-Amerikából (CONCACAF) 2, Afrikából (CAF) 2, az ázsiai (AFC) és óceániai (OFC) térségből pedig 1-1 válogatott vett részt a tornán. Nagy hiányzója volt a világbajnokságnak az 1974-ben és 1978-ban döntőt játszó Hollandia. A selejtezőben ugyanis Belgium és a Szovjetunió is jobbnak bizonyult náluk. Ugyancsak hiányzónak volt tekinthető Mexikó és Svédország. Voltak viszont nagy visszatérők: Anglia, Csehszlovákia és a már említett Szovjetunió és Belgium, akik egyaránt 12 év után tértek vissza a világ elitjébe. Algéria, Kamerun, Honduras, Kuvait és Új-Zéland első alkalommal jutott ki a világbajnokságra.

## Kabala

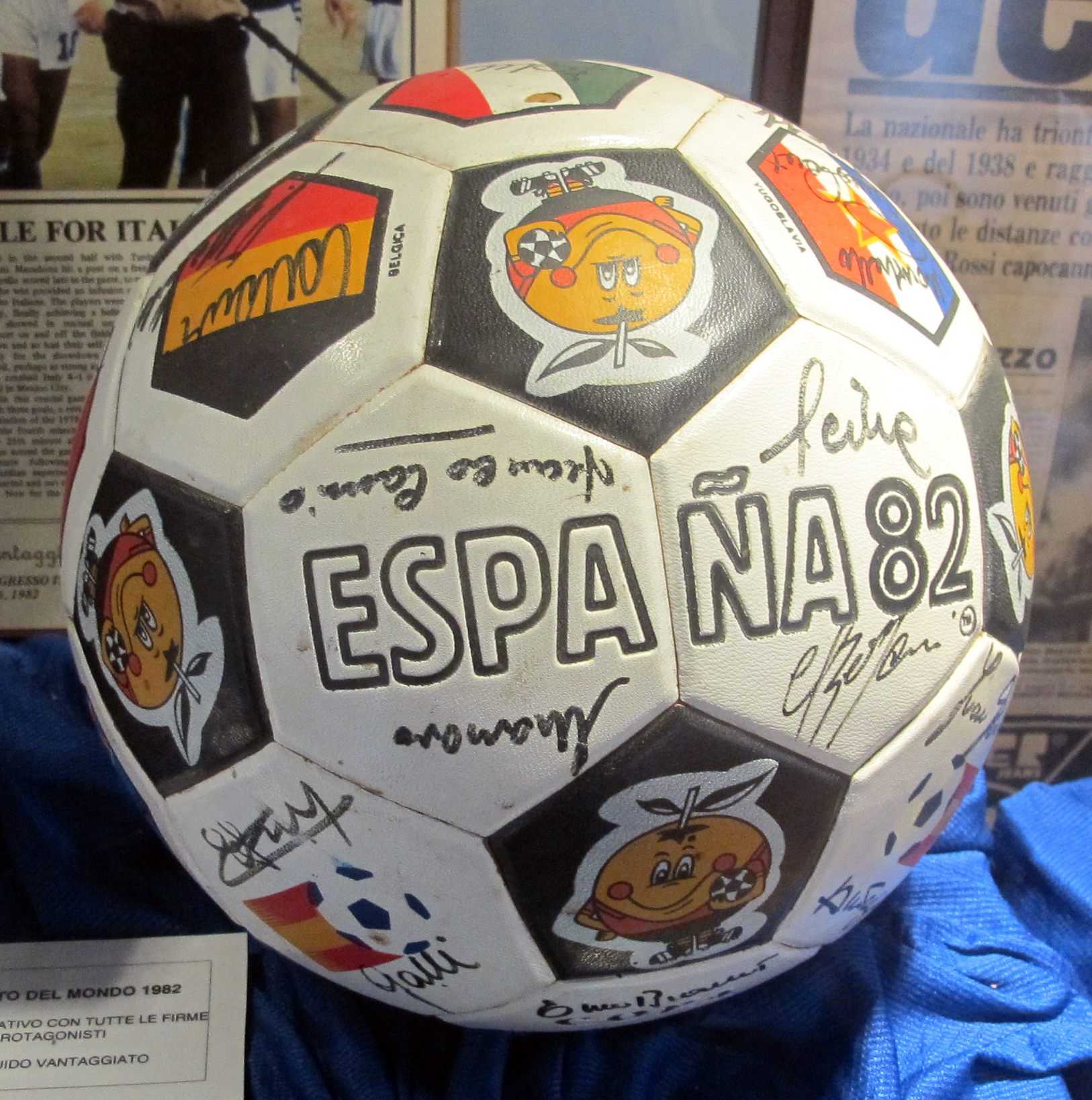
Espana 82' feliratú labda az olasz válogatott játékosainak aláírásaival. A játékszeren Naranjito is feltűnik.

A világbajnokság hivatalos kabalája Naranjito volt. Jelentése spanyolul narancs. Spanyol válogatott mezt viselő narancs volt, kezében egy labdával. A narancs Spanyolország tradicionális gyümölcse.

## Helyszínek
A világbajnokság mérkőzéseit 14 spanyol város 17 stadionjában rendezték meg.
| Madrid                   | Madrid | Barcelona | Barcelona |
| ------------------------ | --- | --- | --- |
| Santiago Bernabéu        | Vicente Calderón                                                                                              | Camp Nou | Estadio Sarrià                                                                                                |
| Befogadóképesség: 90 800 | Befogadóképesség: 65 695                                                                                      | Befogadóképesség: 97 679                                                                                      | Befogadóképesség: 40 400                                                                                      |
|                          | | | |
| Sevilla                  | Sevilla | Bilbao | Valladolid |
| Ramón Sánchez Pizjuán    | Benito Villamarín                                                                                             | San Mamés | José Zorrilla                                                                                                 |
| Befogadóképesség: 68 110 | Befogadóképesség: 50 253                                                                                      | Befogadóképesség: 46 223                                                                                      | Befogadóképesség: 29 990                                                                                      |
|                          | | | |
| Málaga                   | A Coruña Alicante Barcelona Bilbao Elche Gijón Madrid Málaga Oviedo Sevilla Valencia Valladolid Vigo Zaragoza | A Coruña Alicante Barcelona Bilbao Elche Gijón Madrid Málaga Oviedo Sevilla Valencia Valladolid Vigo Zaragoza | A Coruña Alicante Barcelona Bilbao Elche Gijón Madrid Málaga Oviedo Sevilla Valencia Valladolid Vigo Zaragoza |
| La Rosaleda              | A Coruña Alicante Barcelona Bilbao Elche Gijón Madrid Málaga Oviedo Sevilla Valencia Valladolid Vigo Zaragoza | A Coruña Alicante Barcelona Bilbao Elche Gijón Madrid Málaga Oviedo Sevilla Valencia Valladolid Vigo Zaragoza | A Coruña Alicante Barcelona Bilbao Elche Gijón Madrid Málaga Oviedo Sevilla Valencia Valladolid Vigo Zaragoza |
| Befogadóképesség: 34 411 | A Coruña Alicante Barcelona Bilbao Elche Gijón Madrid Málaga Oviedo Sevilla Valencia Valladolid Vigo Zaragoza | A Coruña Alicante Barcelona Bilbao Elche Gijón Madrid Málaga Oviedo Sevilla Valencia Valladolid Vigo Zaragoza | A Coruña Alicante Barcelona Bilbao Elche Gijón Madrid Málaga Oviedo Sevilla Valencia Valladolid Vigo Zaragoza |
|                          | A Coruña Alicante Barcelona Bilbao Elche Gijón Madrid Málaga Oviedo Sevilla Valencia Valladolid Vigo Zaragoza | A Coruña Alicante Barcelona Bilbao Elche Gijón Madrid Málaga Oviedo Sevilla Valencia Valladolid Vigo Zaragoza | A Coruña Alicante Barcelona Bilbao Elche Gijón Madrid Málaga Oviedo Sevilla Valencia Valladolid Vigo Zaragoza |
| Valencia                 | Zaragoza | Elche | Oviedo |
| Luis Casanova            | La Romareda                                                                                                   | Martínez Valero                                                                                               | Carlos Tartiere                                                                                               |
| Befogadóképesség: 47 542 | Befogadóképesség: 41 806                                                                                      | Befogadóképesség: 53 290                                                                                      | Befogadóképesség: 23 500                                                                                      |
|                          | | | \| |
| Gijón                    | Alicante | Vigo | A Coruña |
| El Molinón               | José Rico Pérez                                                                                               | Balaídos | Riazor Stadion                                                                                                |
| Befogadóképesség: 45 153 | Befogadóképesség: 28 421                                                                                      | Befogadóképesség: 33 000                                                                                      | Befogadóképesség: 34 190                                                                                      |
|                          | | | |

## Résztvevők

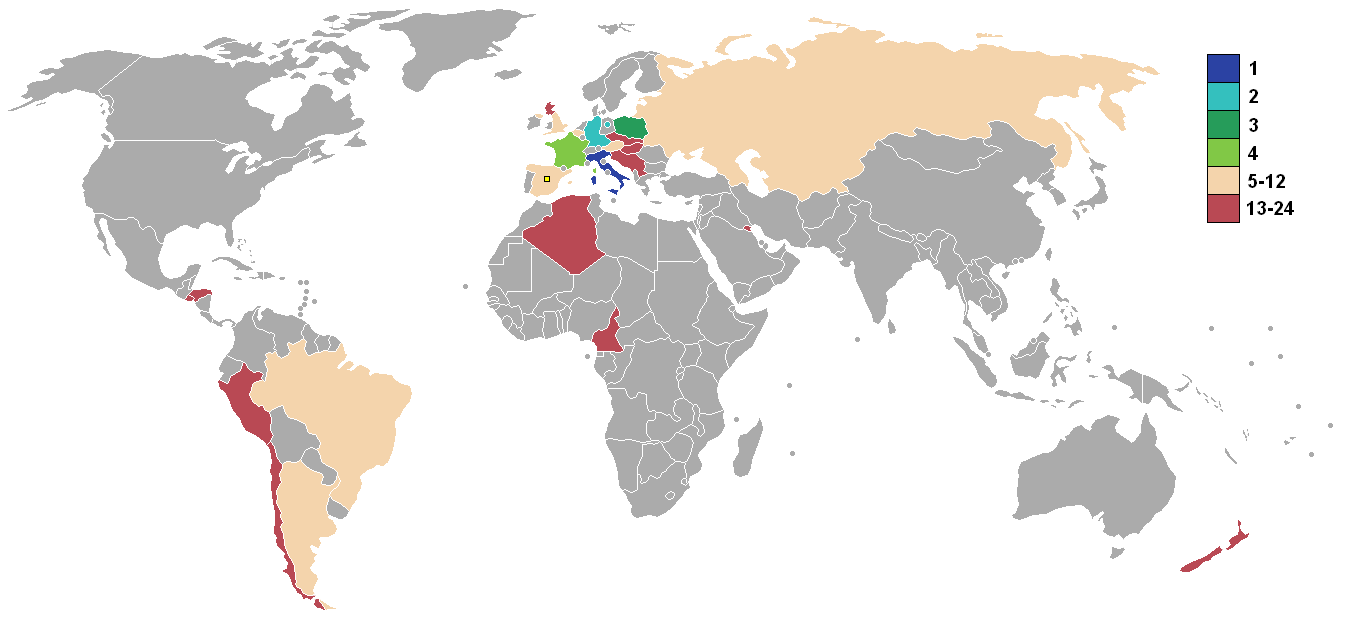
Részt vevő országok

| Afrika (CAF) - Algéria - Kamerun Ázsia (AFC) - Kuvait Dél-Amerika (CONMEBOL) - Argentína - Brazília - Chile - Peru Észak- és Közép-Amerika (CONCACAF) - Salvador - Honduras | Európa (UEFA) - Anglia - Ausztria - Belgium - Csehszlovákia - Észak-Írország - Franciaország - Jugoszlávia - Lengyelország - Magyarország - NSZK - Olaszország - Skócia - Spanyolország - Szovjetunió Óceánia (OFC) - Új-Zéland |

## Játékvezetők
A Magyar Játékvezető Bizottságot a FIFA JB részéről 1981 nyarán Nyikolaj Latisev (Szovjetunió) kérdezte meg, hogy kit javasolnak: Palotai Károlyra tettek javaslatot. A FIFA JB 1982. március 15-én tartott ülésén jelölte ki a döntő találkozók játékvezetőit. Az 52 mérkőzésre 41 országból hívtak meg játékvezetőket, ehhez csatlakozott, csak partjelzőként további 4 spanyol sportember. Összesen 45 játékvezető működött közre a 24 együttes 52 mérkőzésén.
A világbajnokságra kijelölt játékvezetők 1982. április 1-jétől nem vezethettek nemzetközi mérkőzéseket a részt vevő nemzetek válogatottjainak, klubcsapatainak. A FIFA JB felkérte a nemzeti szövetségeket, hogy a delegált játékvezetőket a nemzeti bajnokságban partbíróként is foglalkoztassák, mert a döntő mérkőzéseken, ha nem vezetnek, akkor partbírói feladatokat kapnak.
A FIFA JB-nek a vezetői a világbajnokságot megelőző időpontban, 1982. június 8–12. között Madridban felkészítésre hívták össze a játékvezetőket. A tanfolyamon ismertették az állásfoglalásokat, a követelményeket, irányelveket, amelyek nem csak a nemzetközi, hanem a nemzeti bajnokságokban is iránymutatók. A tanfolyamon a játékvezetők szellemi - szabály - tesztet írtak valamint ellenőrizték fizikai felkészültségüket, a Cooper-teszt teljesítésével. A világbajnoki döntő időszakában a játékvezetők nem működhettek rádió vagy TV riporterként - szak kommentártorként -, továbbá nem adhattak interjúkat, nem írhattak cikkeket a mérkőzésekről vagy a FIFA tevékenységéről.
A FIFA JB minden mérkőzésre kijelölt egy hivatalos ellenőrt. A csapatok, csapatvezetők viselkedésével kapcsolatban a mérkőzésellenőr jelentése ugyanolyan fontosságú, mint a játékvezetőé. Az óvásokat is - írásban - e mérkőzés ellenőrének kellett bejelenteni a mérkőzés után azonnal.
| Európa - Ávráhám Klein - Alexis Ponnet - Palotai Károly - Adolf Prokop - Walter Eschweiler - Henning Lund-Sørensen - Damir Matovinović - Malcolm Moffatt - Vojtěch Christov - Charles Corver - António Garrido - Miroszlav Ivanovics Sztupar - Augusto Lamo Castillo - Emilio Soriano Aladrén - Victoriano Arminio - José García Carrión - Bruno Galler - Franz Wöhrer - Nicolae Rainea - Michel Vautrot - Paolo Casarin - Clive White - Alojzy Jarguz - Erik Fredriksson - Robert Valentine - Bogdan Docsev | Afrika - Júszef el-Gúl - Benjamin Dwomoh - Belaïd Lacarne - Ibráhím Júszef ad-Dúj Ausztrália - Tony Bosković Ázsia - Thomson Chan Észak-Amerika - David Socha Közép-Amerika - Lamberto Rubio Vázquez - Luis Paulino Siles - Rómulo Méndez Dél-Amerika - Arturo Ithurralde - Arnaldo Coelho - Enrique Labo Revoredo - Juan Daniel Cardellino - Gilberto Aristízabal - Héctor Ortíz - Gaston Castro Makuc - Luis Barrancos |

## Lebonyolítás
A 24 részt vevő csapatot hat darab négyes csoportba sorsolták. A csoportmérkőzések után az első két helyezett jutott tovább a középdöntőbe. A középdöntőben a 12 csapat négy darab hármas csoportot alkotott. Innen az első helyezettek jutottak az elődöntőbe. Az elődöntő győztesei játszották a döntőt, a vesztesek a bronzéremért mérkőzhettek.

## Sorsolás
A sorsolást 1982. január 16-án tartották Madridban.
| Kiemelt kalap                                                                            | A kalap                                                                               | B kalap                                                            | C kalap                                                        |
| ---------------------------------------------------------------------------------------- | ------------------------------------------------------------------------------------- | ------------------------------------------------------------------ | -------------------------------------------------------------- |
| - Spanyolország (rendező) - Argentína (címvédő) - Brazília - Anglia - Olaszország - NSZK | - Ausztria - Csehszlovákia - Magyarország - Lengyelország - Szovjetunió - Jugoszlávia | - Belgium - Franciaország - Észak-Írország - Skócia - Chile - Peru | - Algéria - Kamerun - Kuvait - Salvador - Honduras - Új-Zéland |

## Csoportkör
Egy győzelem 2 pontot ért, egy döntetlen 1 pontot ért. A sorrendről a pontszám után a jobb gólkülönbség, majd a több szerzett gól döntött.

### 1. csoport
| Hely. | Csapat        | M | Gy | D | V | G+ | G– | Gk | P | Továbbjutás                 |
| ----- | ------------- | - | -- | - | - | -- | -- | -- | - | --------------------------- |
| 1.    | Lengyelország | 3 | 1  | 2 | 0 | 5  | 1  | +4 | 4 | Továbbjutott a középdöntőbe |
| 2.    | Olaszország   | 3 | 0  | 3 | 0 | 2  | 2  | 0  | 3 | Továbbjutott a középdöntőbe |
| 3.    | Kamerun       | 3 | 0  | 3 | 0 | 1  | 1  | 0  | 3 |                             |
| 4.    | Peru          | 3 | 0  | 2 | 1 | 2  | 6  | −4 | 2 |                             |

| 1982. június 14. 17:15 |

| Olaszország | 0–0         | Lengyelország |
| ----------- | ----------- | ------------- |
|             | Jegyzőkönyv |               |

| Balaídos, Vigo Nézőszám: 33 000 Játékvezető: Michel Vautrot (francia) |

| 1982. június 15. 17:15 |

| Peru | 0–0         | Kamerun |
| ---- | ----------- | ------- |
|      | Jegyzőkönyv |         |

| Riazor Stadion, A Coruña Nézőszám: 11 000 Játékvezető: Franz Wöhrer (osztrák) |

| 1982. június 18. 17:15 |

| Olaszország | 1–1               | Peru     |
| ----------- | ----------------- | -------- |
| Conti 18'   | (1–0) Jegyzőkönyv | Díaz 83' |

| Balaídos, Vigo Nézőszám: 25 000 Játékvezető: Walter Eschweiler (nyugatnémet) |

| 1982. június 19. 17:15 |

| Lengyelország | 0–0         | Kamerun |
| ------------- | ----------- | ------- |
|               | Jegyzőkönyv |         |

| Riazor Stadion, A Coruña Nézőszám: 19 000 Játékvezető: Alexis Ponnet (belga) |

| 1982. június 22. 17:15 |

| Lengyelország                                          | 5–1               | Peru        |
| ------------------------------------------------------ | ----------------- | ----------- |
| Smolarek 55' Lato 58' Boniek 61' Buncol 68' Ciołek 76' | (0–0) Jegyzőkönyv | La Rosa 83' |

| Riazor Stadion, A Coruña Nézőszám: 25 000 Játékvezető: Lamberto Rubio Vázquez (mexikói) |

| 1982. június 23. 17:15 |

| Olaszország  | 1–1               | Kamerun    |
| ------------ | ----------------- | ---------- |
| Graziani 60' | (0–0) Jegyzőkönyv | M’Bida 61' |

| Balaídos, Vigo Nézőszám: 20 000 Játékvezető: Bogdan Docsev (bolgár) |

### 2. csoport
| Hely. | Csapat   | M | Gy | D | V | G+ | G– | Gk | P | Továbbjutás                 |
| ----- | -------- | - | -- | - | - | -- | -- | -- | - | --------------------------- |
| 1.    | NSZK     | 3 | 2  | 0 | 1 | 6  | 3  | +3 | 4 | Továbbjutott a középdöntőbe |
| 2.    | Ausztria | 3 | 2  | 0 | 1 | 3  | 1  | +2 | 4 | Továbbjutott a középdöntőbe |
| 3.    | Algéria  | 3 | 2  | 0 | 1 | 5  | 5  | 0  | 4 |                             |
| 4.    | Chile    | 3 | 0  | 0 | 3 | 3  | 8  | −5 | 0 |                             |

| 1982. június 16. 17:15 |

| NSZK           | 1–2               | Algéria                 |
| -------------- | ----------------- | ----------------------- |
| Rummenigge 67' | (0–0) Jegyzőkönyv | Mádzser 54' Bellúmi 68' |

| El Molinón, Gijón Nézőszám: 42 000 Játékvezető: Enrique Labo Revoredo (perui) |

| 1982. június 17. 17:15 |

| Chile | 0–1               | Ausztria      |
| ----- | ----------------- | ------------- |
|       | (0–1) Jegyzőkönyv | Schachner 21' |

| Estadio Carlos Tartiere, Oviedo Nézőszám: 22 500 Játékvezető: Juan Daniel Cardellino (uruguayi) |

| 1982. június 20. 17:15 |

| NSZK                               | 4–1               | Chile       |
| ---------------------------------- | ----------------- | ----------- |
| Rummenigge 9' 57' 66' Reinders 81' | (1–0) Jegyzőkönyv | Moscoso 90' |

| El Molinón, Gijón Nézőszám: 42 000 Játékvezető: Bruno Galler (svájci) |

| 1982. június 21. 17:15 |

| Algéria | 0–2               | Ausztria                 |
| ------- | ----------------- | ------------------------ |
|         | (0–0) Jegyzőkönyv | Schachner 55' Krankl 67' |

| Estadio Carlos Tartiere, Oviedo Nézőszám: 22 000 Játékvezető: Tony Bosković (ausztrál) |

| 1982. június 24. 17:15 |

| Algéria                    | 3–2               | Chile                             |
| -------------------------- | ----------------- | --------------------------------- |
| Asszád 7' 31' Benszúla 35' | (3–0) Jegyzőkönyv | Neira 59' (11-esből) Letelier 73' |

| Estadio Carlos Tartiere, Oviedo Nézőszám: 16 000 Játékvezető: Rómulo Méndez (guatemalai) |

| 1982. június 25. 17:15 |

| NSZK         | 1–0               | Ausztria |
| ------------ | ----------------- | -------- |
| Hrubesch 10' | (1–0) Jegyzőkönyv |          |

| El Molinón, Gijón Nézőszám: 41 000 Játékvezető: Robert Valentine (skót) |

### 3. csoport
| Hely. | Csapat       | M | Gy | D | V | G+ | G– | Gk  | P | Továbbjutás                 |
| ----- | ------------ | - | -- | - | - | -- | -- | --- | - | --------------------------- |
| 1.    | Belgium      | 3 | 2  | 1 | 0 | 3  | 1  | +2  | 5 | Továbbjutott a középdöntőbe |
| 2.    | Argentína    | 3 | 2  | 0 | 1 | 6  | 2  | +4  | 4 | Továbbjutott a középdöntőbe |
| 3.    | Magyarország | 3 | 1  | 1 | 1 | 12 | 6  | +6  | 3 |                             |
| 4.    | Salvador     | 3 | 0  | 0 | 3 | 1  | 13 | −12 | 0 |                             |

| 1982. június 13. 20:00 |

| Argentína | 0–1               | Belgium         |
| --------- | ----------------- | --------------- |
|           | (0–0) Jegyzőkönyv | Vandenbergh 62' |

| Camp Nou, Barcelona Nézőszám: 95 000 Játékvezető: Vojtěch Christov (csehszlovák) |

| 1982. június 15. 21:00 |

| Magyarország                                                                         | 10–1              | Salvador    |
| ------------------------------------------------------------------------------------ | ----------------- | ----------- |
| Nyilasi 4' 83' Pölöskei 11' Fazekas 23' 54' Tóth 50' Kiss L. 69' 72' 76' Szentes 70' | (3–0) Jegyzőkönyv | Ramírez 64' |

| Nuevo Estadio, Elche Nézőszám: 23 000 Játékvezető: Ibráhím Júszef ad-Dúj (bahreini) |

| 1982. június 18. 21:00 |

| Argentína                                | 4–1               | Magyarország |
| ---------------------------------------- | ----------------- | ------------ |
| Bertoni 26' Maradona 28' 57' Ardiles 60' | (2–0) Jegyzőkönyv | Pölöskei 76' |

| Estadio José Rico Pérez, Alicante Nézőszám: 32 093 Játékvezető: Belaïd Lacarne (algériai) |

| 1982. június 19. 21:00 |

| Belgium   | 1–0               | Salvador |
| --------- | ----------------- | -------- |
| Coeck 19' | (1–0) Jegyzőkönyv |          |

| Nuevo Estadio, Elche Nézőszám: 15 000 Játékvezető: Malcolm Moffatt (északír) |

| 1982. június 22. 21:00 |

| Belgium           | 1–1               | Magyarország |
| ----------------- | ----------------- | ------------ |
| Czerniatynski 76' | (0–1) Jegyzőkönyv | Varga 27'    |

| Nuevo Estadio, Elche Nézőszám: 37 000 Játékvezető: Clive White (angol) |

| 1982. június 23. 21:00 |

| Argentína                             | 2–0               | Salvador |
| ------------------------------------- | ----------------- | -------- |
| Passarella 22' (11-esből) Bertoni 52' | (1–0) Jegyzőkönyv |          |

| Estadio José Rico Pérez, Alicante Nézőszám: 32 500 Játékvezető: Luis Barrancos (bolíviai) |

### 4. csoport
| Hely. | Csapat        | M | Gy | D | V | G+ | G– | Gk | P | Továbbjutás                 |
| ----- | ------------- | - | -- | - | - | -- | -- | -- | - | --------------------------- |
| 1.    | Anglia        | 3 | 3  | 0 | 0 | 6  | 1  | +5 | 6 | Továbbjutott a középdöntőbe |
| 2.    | Franciaország | 3 | 1  | 1 | 1 | 6  | 5  | +1 | 3 | Továbbjutott a középdöntőbe |
| 3.    | Csehszlovákia | 3 | 0  | 2 | 1 | 2  | 4  | −2 | 2 |                             |
| 4.    | Kuvait        | 3 | 0  | 1 | 2 | 2  | 6  | −4 | 1 |                             |

| 1982. június 16. 17:15 |

| Anglia                    | 3–1               | Franciaország |
| ------------------------- | ----------------- | ------------- |
| Robson 1' 67' Mariner 83' | (1–1) Jegyzőkönyv | Soler 24'     |

| San Mamés, Bilbao Nézőszám: 44 172 Játékvezető: António Garrido (portugál) |

| 1982. június 17. 17:15 |

| Csehszlovákia          | 1–1               | Kuvait       |
| ---------------------- | ----------------- | ------------ |
| Panenka 21' (11-esből) | (1–0) Jegyzőkönyv | ad-Dahíl 57' |

| Estadio José Zorrilla, Valladolid Nézőszám: 25 000 Játékvezető: Benjamin Dwomoh (ghánai) |

| 1982. június 20. 17:15 |

| Anglia                         | 2–0               | Csehszlovákia |
| ------------------------------ | ----------------- | ------------- |
| Francis 62' Barmoš 66' (öngól) | (0–0) Jegyzőkönyv |               |

| San Mamés, Bilbao Nézőszám: 41 123 Játékvezető: Charles Corver (holland) |

| 1982. június 21. 17:15 |

| Franciaország                               | 4–1               | Kuvait          |
| ------------------------------------------- | ----------------- | --------------- |
| Genghini 31' Platini 43' Six 48' Bossis 89' | (2–0) Jegyzőkönyv | Al-Buloushi 75' |

| Estadio José Zorrilla, Valladolid Nézőszám: 30 043 Játékvezető: Miroszlav Sztupar (szovjet) |

| 1982. június 24. 17:15 |

| Franciaország | 1–1               | Csehszlovákia          |
| ------------- | ----------------- | ---------------------- |
| Six 66'       | (0–0) Jegyzőkönyv | Panenka 84' (11-esből) |

| Estadio José Zorrilla, Valladolid Nézőszám: 28 000 Játékvezető: Paolo Casarin (olasz) |

| 1982. június 25. 17:15 |

| Anglia      | 1–0               | Kuvait |
| ----------- | ----------------- | ------ |
| Francis 27' | (1–0) Jegyzőkönyv |        |

| San Mamés, Bilbao Nézőszám: 39 700 Játékvezető: Gilberto Aristízabal (kolumbiai) |

### 5. csoport
| Hely. | Csapat            | M | Gy | D | V | G+ | G– | Gk | P | Továbbjutás                 |
| ----- | ----------------- | - | -- | - | - | -- | -- | -- | - | --------------------------- |
| 1.    | Észak-Írország    | 3 | 1  | 2 | 0 | 2  | 1  | +1 | 4 | Továbbjutott a középdöntőbe |
| 2.    | Spanyolország (R) | 3 | 1  | 1 | 1 | 3  | 3  | 0  | 3 | Továbbjutott a középdöntőbe |
| 3.    | Jugoszlávia       | 3 | 1  | 1 | 1 | 2  | 2  | 0  | 3 |                             |
| 4.    | Honduras          | 3 | 0  | 2 | 1 | 2  | 3  | −1 | 2 |                             |

| 1982. június 16. 21:00 |

| Spanyolország               | 1–1               | Honduras  |
| --------------------------- | ----------------- | --------- |
| López Ufarte 65' (11-esből) | (0–1) Jegyzőkönyv | Zelaya 8' |

| Estadio Luis Casanova, Valencia Nézőszám: 49 562 Játékvezető: Arturo Ithurralde (argentin) |

| 1982. június 17. 21:00 |

| Jugoszlávia | 0–0         | Észak-Írország |
| ----------- | ----------- | -------------- |
|             | Jegyzőkönyv |                |

| La Romareda, Zaragoza Nézőszám: 25 000 Játékvezető: Erik Fredriksson (svéd) |

| 1982. június 20. 21:00 |

| Spanyolország                    | 2–1               | Jugoszlávia |
| -------------------------------- | ----------------- | ----------- |
| Juanito 14' (11-esből) Saura 66' | (1–1) Jegyzőkönyv | Gudelj 10'  |

| Estadio Luis Casanova, Valencia Nézőszám: 48 000 Játékvezető: Henning Lund-Sørensen (dán) |

| 1982. június 21. 21:00 |

| Honduras  | 1–1               | Észak-Írország |
| --------- | ----------------- | -------------- |
| Laing 60' | (0–1) Jegyzőkönyv | Armstrong 10'  |

| La Romareda, Zaragoza Nézőszám: 15 000 Játékvezető: Thomson Chan |

| 1982. június 24. 21:00 |

| Honduras | 0–1               | Jugoszlávia             |
| -------- | ----------------- | ----------------------- |
|          | (0–0) Jegyzőkönyv | Petrović 88' (11-esből) |

| La Romareda, Zaragoza Nézőszám: 25 000 Játékvezető: Gaston Castro Makuc (chilei) |

| 1982. június 25. 21:00 |

| Spanyolország | 0–1               | Észak-Írország |
| ------------- | ----------------- | -------------- |
|               | (0–0) Jegyzőkönyv | Armstrong 47'  |

| Estadio Luis Casanova, Valencia Nézőszám: 49 562 Játékvezető: Héctor Ortíz (paraguayi) |

### 6. csoport
| Hely. | Csapat      | M | Gy | D | V | G+ | G– | Gk  | P | Továbbjutás                 |
| ----- | ----------- | - | -- | - | - | -- | -- | --- | - | --------------------------- |
| 1.    | Brazília    | 3 | 3  | 0 | 0 | 10 | 2  | +8  | 6 | Továbbjutott a középdöntőbe |
| 2.    | Szovjetunió | 3 | 1  | 1 | 1 | 6  | 4  | +2  | 3 | Továbbjutott a középdöntőbe |
| 3.    | Skócia      | 3 | 1  | 1 | 1 | 8  | 8  | 0   | 3 |                             |
| 4.    | Új-Zéland   | 3 | 0  | 0 | 3 | 2  | 12 | −10 | 0 |                             |

| 1982. június 14. 21:00 |

| Brazília              | 2–1               | Szovjetunió |
| --------------------- | ----------------- | ----------- |
| Sócrates 75' Éder 87' | (0–1) Jegyzőkönyv | Bal 34'     |

| Estadio Ramón Sánchez-Pizjuán, Sevilla Nézőszám: 68 000 Játékvezető: Augusto Lamo Castillo (spanyol) |

| 1982. június 15. 21:00 |

| Skócia                                                | 5–2               | Új-Zéland              |
| ----------------------------------------------------- | ----------------- | ---------------------- |
| Dalglish 18' Wark 30' 33' Robertson 73' Archibald 79' | (3–0) Jegyzőkönyv | Sumner 54' Wooddin 65' |

| Estadio La Rosaleda, Málaga Nézőszám: 36 000 Játékvezető: David Socha (amerikai) |

| 1982. június 18. 21:00 |

| Brazília                               | 4–1               | Skócia    |
| -------------------------------------- | ----------------- | --------- |
| Zico 33' Oscar 49' Éder 65' Falcão 87' | (1–1) Jegyzőkönyv | Narey 18' |

| Benito Villamarín, Sevilla Nézőszám: 47 379 Játékvezető: Luis Paulino Siles |

| 1982. június 19. 21:00 |

| Szovjetunió                          | 3–0               | Új-Zéland |
| ------------------------------------ | ----------------- | --------- |
| Gavrilov 25' Blohin 48' Baltacsa 69' | (1–0) Jegyzőkönyv |           |

| Estadio La Rosaleda, Málaga Nézőszám: 19 000 Játékvezető: Júszef el-Gúl (líbiai) |

| 1982. június 22. 21:00 |

| Szovjetunió                | 2–2               | Skócia                 |
| -------------------------- | ----------------- | ---------------------- |
| Csivadze 60' Sengelija 84' | (0–1) Jegyzőkönyv | Jordan 15' Souness 87' |

| Estadio La Rosaleda, Málaga Nézőszám: 45 000 Játékvezető: Nicolae Rainea (román) |

| 1982. június 23. 21:00 |

| Brazília                             | 4–0               | Új-Zéland |
| ------------------------------------ | ----------------- | --------- |
| Zico 28' 31' Falcão 55' Serginho 69' | (2–0) Jegyzőkönyv |           |

| Benito Villamarín, Sevilla Nézőszám: 43 000 Játékvezető: Damir Matovinović (jugoszláv) |

## Középdöntő

### A csoport
| Hely. | Csapat        | M | Gy | D | V | G+ | G– | Gk | P | Továbbjutás                |
| ----- | ------------- | - | -- | - | - | -- | -- | -- | - | -------------------------- |
| 1.    | Lengyelország | 2 | 1  | 1 | 0 | 3  | 0  | +3 | 3 | Továbbjutott az elődöntőbe |
| 2.    | Szovjetunió   | 2 | 1  | 1 | 0 | 1  | 0  | +1 | 3 |                            |
| 3.    | Belgium       | 2 | 0  | 0 | 2 | 0  | 4  | −4 | 0 |                            |

| 1982. június 28. 21:00 |

| Lengyelország     | 3–0               | Belgium |
| ----------------- | ----------------- | ------- |
| Boniek 4' 26' 53' | (2–0) Jegyzőkönyv |         |

| Camp Nou, Barcelona Nézőszám: 65 000 Játékvezető: Luis Paulino Siles |

| 1982. július 1. 21:00 |

| Belgium | 0–1               | Szovjetunió       |
| ------- | ----------------- | ----------------- |
|         | (0–0) Jegyzőkönyv | Hovhanniszján 48' |

| Camp Nou, Barcelona Nézőszám: 45 000 Játékvezető: Michel Vautrot (francia) |

| 1982. július 4. 21:00 |

| Szovjetunió | 0–0         | Lengyelország |
| ----------- | ----------- | ------------- |
|             | Jegyzőkönyv |               |

| Camp Nou, Barcelona Nézőszám: 65 000 Játékvezető: Robert Valentine (skót) |

### B csoport
| Hely. | Csapat            | M | Gy | D | V | G+ | G– | Gk | P | Továbbjutás                |
| ----- | ----------------- | - | -- | - | - | -- | -- | -- | - | -------------------------- |
| 1.    | NSZK              | 2 | 1  | 1 | 0 | 2  | 1  | +1 | 3 | Továbbjutott az elődöntőbe |
| 2.    | Anglia            | 2 | 0  | 2 | 0 | 0  | 0  | 0  | 2 |                            |
| 3.    | Spanyolország (R) | 2 | 0  | 1 | 1 | 1  | 2  | −1 | 1 |                            |

| 1982. június 29. 21:00 |

| NSZK | 0–0         | Anglia |
| ---- | ----------- | ------ |
|      | Jegyzőkönyv |        |

| Santiago Bernabéu stadion, Madrid Nézőszám: 75 000 Játékvezető: Arnaldo Coelho (brazil) |

| 1982. július 2. 21:00 |

| NSZK                       | 2–1               | Spanyolország |
| -------------------------- | ----------------- | ------------- |
| Littbarski 50' Fischer 75' | (0–0) Jegyzőkönyv | Zamora 82'    |

| Santiago Bernabéu stadion, Madrid Nézőszám: 90 089 Játékvezető: Paolo Casarin (olasz) |

| 1982. július 5. 21:00 |

| Spanyolország | 0–0         | Anglia |
| ------------- | ----------- | ------ |
|               | Jegyzőkönyv |        |

| Santiago Bernabéu stadion, Madrid Nézőszám: 75 000 Játékvezető: Alexis Ponnet (belga) |

### C csoport
| Hely. | Csapat      | M | Gy | D | V | G+ | G– | Gk | P | Továbbjutás                |
| ----- | ----------- | - | -- | - | - | -- | -- | -- | - | -------------------------- |
| 1.    | Olaszország | 2 | 2  | 0 | 0 | 5  | 3  | +2 | 4 | Továbbjutott az elődöntőbe |
| 2.    | Brazília    | 2 | 1  | 0 | 1 | 5  | 4  | +1 | 2 |                            |
| 3.    | Argentína   | 2 | 0  | 0 | 2 | 2  | 5  | −3 | 0 |                            |

| 1982. június 29. 17:15 |

| Olaszország              | 2–1               | Argentína      |
| ------------------------ | ----------------- | -------------- |
| Tardelli 57' Cabrini 67' | (0–0) Jegyzőkönyv | Passarella 83' |

| Estadio Sarrià, Barcelona Nézőszám: 43 000 Játékvezető: Nicolae Rainea (román) |

| 1982. július 2. 17:15 |

| Argentína | 1–3               | Brazília                         |
| --------- | ----------------- | -------------------------------- |
| Díaz 89'  | (0–1) Jegyzőkönyv | Zico 11' Serginho 66' Júnior 75' |

| Estadio Sarrià, Barcelona Nézőszám: 43 000 Játékvezető: Lamberto Rubio Vázquez (mexikói) |

| 1982. július 5. 17:15 |

| Olaszország      | 3–2               | Brazília                |
| ---------------- | ----------------- | ----------------------- |
| Rossi 5' 25' 74' | (2–1) Jegyzőkönyv | Sócrates 12' Falcão 68' |

| Estadio Sarrià, Barcelona Nézőszám: 44 000 Játékvezető: Ávráhám Klein (izraeli) |

### D csoport
| Hely. | Csapat         | M | Gy | D | V | G+ | G– | Gk | P | Továbbjutás                |
| ----- | -------------- | - | -- | - | - | -- | -- | -- | - | -------------------------- |
| 1.    | Franciaország  | 2 | 2  | 0 | 0 | 5  | 1  | +4 | 4 | Továbbjutott az elődöntőbe |
| 2.    | Ausztria       | 2 | 0  | 1 | 1 | 2  | 3  | −1 | 1 |                            |
| 3.    | Észak-Írország | 2 | 0  | 1 | 1 | 3  | 6  | −3 | 1 |                            |

| 1982. június 28. 17:15 |

| Ausztria | 0–1               | Franciaország |
| -------- | ----------------- | ------------- |
|          | (0–1) Jegyzőkönyv | Genghini 39'  |

| Vicente Calderón Stadion, Madrid Nézőszám: 37 000 Játékvezető: Palotai Károly (magyar) |

| 1982. július 1. 17:15 |

| Ausztria                   | 2–2               | Észak-Írország   |
| -------------------------- | ----------------- | ---------------- |
| Pezzey 50' Hintermaier 68' | (0–1) Jegyzőkönyv | Hamilton 27' 75' |

| Vicente Calderón Stadion, Madrid Nézőszám: 20 000 Játékvezető: Adolf Prokop (keletnémet) |

| 1982. július 4. 17:15 |

| Észak-Írország | 1–4               | Franciaország                     |
| -------------- | ----------------- | --------------------------------- |
| Armstrong 75'  | (0–1) Jegyzőkönyv | Giresse 33' 80' Rocheteau 46' 68' |

| Vicente Calderón Stadion, Madrid Nézőszám: 37 000 Játékvezető: Alojzy Jarguz (lengyel) |

## Egyenes kieséses szakasz
|  |                       |               |           |                     |   |             |             |       |
|  | Elődöntők             | Elődöntők     | Elődöntők |                     |   | Döntő       | Döntő       | Döntő |
|  | Elődöntők             | Elődöntők     | Elődöntők |                     |   | Döntő       | Döntő       | Döntő |
|  | július 8. – Barcelona |               |           |                     |   |             |             |       |
|  |                       |               |           |                     |   |             |             |       |
|  | Lengyelország         | Lengyelország | 0         |                     |   |             |             |       |
|  | Lengyelország         | Lengyelország | 0         | július 11. – Madrid |   |             |             |       |
|  | Olaszország           | Olaszország   | 2         |                     |   |             |             |       |
|  | Olaszország           | Olaszország   | 2         |                     |   | Olaszország | Olaszország | 3     |
|  | július 8. – Sevilla   |               |           |                     |   | Olaszország | Olaszország | 3     |
|  |                       |               | NSZK      | NSZK                | 1 |             |             |       |
|  | NSZK                  | NSZK          | NSZK      | NSZK                | 1 | 3 (5)       |             |       |
|  | NSZK                  | NSZK          |           |                     |   |             |             |       |
|  | Franciaország         | Franciaország | 3 (4)     |                     |   |             |             |       |
|  | Franciaország         | Franciaország | 3 (4)     | Bronzmérkőzés       |   |             |             |       |
|  |                       |               |           |                     |   |             |             |       |
|  | július 10. – Alicante |               |           |                     |   |             |             |       |
|  |                       |               |           |                     |   |             |             |       |
|  | Lengyelország         | Lengyelország | 3         |                     |   |             |             |       |
|  | Lengyelország         | Lengyelország | 3         |                     |   |             |             |       |
|  | Franciaország         | Franciaország | 2         |                     |   |             |             |       |
|  | Franciaország         | Franciaország | 2         |                     |   |             |             |       |

### Elődöntők
| 1982. július 8. 17:15 |

| Lengyelország | 0–2               | Olaszország   |
| ------------- | ----------------- | ------------- |
|               | (0–1) Jegyzőkönyv | Rossi 22' 73' |

| Camp Nou, Barcelona Nézőszám: 50 000 Játékvezető: Juan Daniel Cardellino (uruguayi) |

| 1982. július 8. 21:00 |

| NSZK                                                   | 3–3 (h. u.)                 | Franciaország                                 |
| ------------------------------------------------------ | --------------------------- | --------------------------------------------- |
| Littbarski 17' Rummenigge 102' Fischer 108'            | (1–1, 1–1, 2–3) Jegyzőkönyv | Platini 26' (11-esből) Trésor 92' Giresse 98' |
| Büntetőpárbaj                                          |                             |                                               |
| Kaltz Breitner Stielike Littbarski Rummenigge Hrubesch | 5–4                         | Giresse Amoros Rocheteau Six Platini Bossis   |

| Estadio Ramón Sánchez-Pizjuán, Sevilla Nézőszám: 70 000 Játékvezető: Charles Corver (holland) |

### Bronzmérkőzés
| 1982. július 10. 20:00 |

| Lengyelország                           | 3–2               | Franciaország          |
| --------------------------------------- | ----------------- | ---------------------- |
| Szarmach 40' Majewski 44' Kupcewicz 46' | (2–1) Jegyzőkönyv | Girard 13' Couriol 72' |

| Estadio José Rico Pérez, Alicante Nézőszám: 28 000 Játékvezető: António Garrido (portugál) |

### Döntő
| 1982. július 11. 20:00 |

| Olaszország                          | 3–1               | NSZK         |
| ------------------------------------ | ----------------- | ------------ |
| Rossi 57' Tardelli 69' Altobelli 81' | (0–0) Jegyzőkönyv | Breitner 83' |

| Santiago Bernabéu stadion, Madrid Nézőszám: 90 000 Játékvezető: Arnaldo Coelho (brazil) |

| Az 1982-es labdarúgó-világbajnokság győztese |
| -------------------------------------------- |
| · Olaszország · 3. cím                       |

## Díjak
Először adták át az Aranycipő díjat, amelyet a legtöbb gólt szerző játékos kapott. A Legjobb fiatal játékos díját először 2006-ban adták át, a FIFA 1958-ig visszamenőleg megnevezte a díjazottat.
| Aranycipő              | Ezüstcipő             | Bronzcipő             |
| ---------------------- | --------------------- | --------------------- |
| Paolo Rossi            | Karl-Heinz Rummenigge | Zico                  |
| 6 gólos                | 5 gólos               | 4 gólos               |
| Aranylabda             | Ezüstlabda            | Bronzlabda            |
| Paolo Rossi            | Falcão                | Karl-Heinz Rummenigge |
| Legjobb fiatal játékos |                       |                       |
| Manuel Amoros          |                       |                       |
| FIFA Fair Play-díj     |                       |                       |
| Brazília               |                       |                       |

All Star csapat
| Kapus     | Védők                                           | Középpályások                               | Csatárok                                                   |
| --------- | ----------------------------------------------- | ------------------------------------------- | ---------------------------------------------------------- |
| Dino Zoff | René Girard Stefan Majewski Giancarlo Antognoni | Zico Paolo Rossi Michel Platini Jean Tigana | Zbigniew Boniek Karl-Heinz Rummenigge Włodzimierz Smolarek |

## Gólszerzők
6 gólos
- Paolo Rossi

5 gólos
- Karl-Heinz Rummenigge

4 gólos
- Zico
- Zbigniew Boniek

3 gólos
- Falcão
- Alain Giresse
- Kiss László
- Gerry Armstrong

2 gólos
- Szaláh Asszád
- Daniel Bertoni
- Diego Maradona
- Daniel Passarella
- Walter Schachner
- Éder
- Sócrates
- Serginho
- Antonín Panenka
- Trevor Francis
- Bryan Robson
- Bernard Genghini
- Michel Platini
- Dominique Rocheteau
- Didier Six
- Klaus Fischer
- Pierre Littbarski
- Fazekas László
- Nyilasi Tibor
- Pölöskei Gábor
- Marco Tardelli
- Billy Hamilton
- John Wark

1 gólos
- Lahdar Bellúmi
- Tedzs Benszúla
- Rabáh Mádzser
- Osvaldo Ardiles
- Ramón Díaz
- Reinhold Hintermaier
- Hans Krankl
- Bruno Pezzey
- Ludo Coeck
- Alexandre Czerniatynski
- Erwin Vandenbergh
- Júnior
- Oscar
- Grégoire M’Bida
- Juan Carlos Letelier
- Gustavo Moscoso
- Miguel Ángel Neira
- Luis Ramírez
- Paul Mariner
- Maxime Bossis
- Alain Couriol
- René Girard
- Gérard Soler
- Marius Trésor
- Paul Breitner
- Horst Hrubesch
- Uwe Reinders
- Eduardo Laing
- Héctor Zelaya
- Szentes Lázár
- Tóth József
- Varga József
- Alessandro Altobelli
- Antonio Cabrini
- Bruno Conti
- Francesco Graziani
- Abdullah Al-Buloushi
- Fejszál ad-Dahíl
- Steve Sumner
- Steve Wooddin
- Rubén Toribio Díaz
- Guillermo La Rosa
- Andrzej Buncol
- Włodzimierz Ciołek
- Janusz Kupcewicz
- Grzegorz Lato
- Stefan Majewski
- Andrzej Szarmach
- Steve Archibald
- Kenny Dalglish
- Joe Jordan
- David Narey
- John Robertson
- Graeme Souness
- Andrij Bal
- Szergej Baltacsa
- Oleg Blohin
- Alekszandr Csivadze
- Jurij Gavrilov
- Horen Hovhanniszján
- Ramaz Sengelija
- Juanito
- Roberto López Ufarte
- Enrique Saura
- Jesús María Zamora
- Ivan Gudelj
- Vladimir Petrović

Öngólos
- Jozef Barmoš (Anglia ellen)

## Végeredmény
Az első négy helyezett utáni sorrend nem tekinthető hivatalosnak, mivel ezekért a helyekért nem játszottak mérkőzéseket. Ezért e helyezések meghatározása a következők szerint történt:
1. több szerzett pont (a 11-esekkel eldöntött találkozók a hosszabbítást követő eredménnyel, döntetlenként vannak feltüntetve),

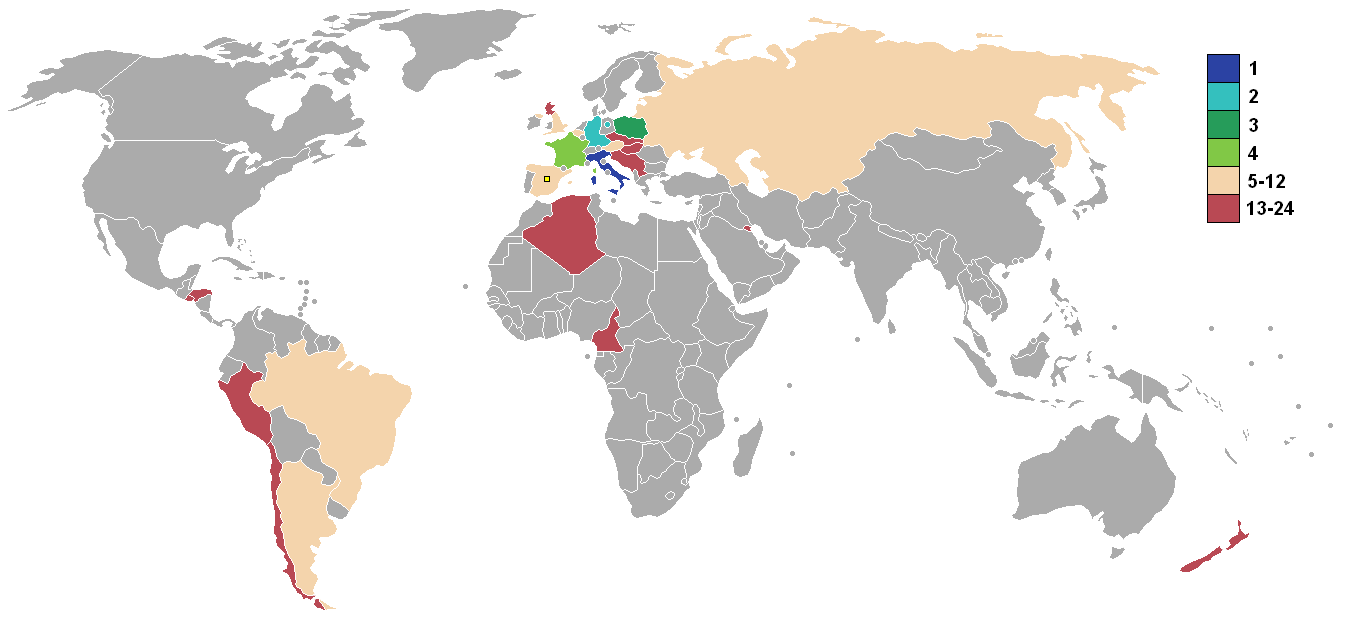
Az 1982-es labdarúgó-világbajnokságon részt vevő országok helyezései

2. jobb gólkülönbség,
3. több szerzett gól,
4. nemzetnév.

| Hely. | Csapat            | M | Gy | D | V | G+ | G– | Gk  | P  |
| ----- | ----------------- | - | -- | - | - | -- | -- | --- | -- |
|       | Olaszország       | 7 | 4  | 3 | 0 | 12 | 6  | +6  | 11 |
|       | NSZK              | 7 | 3  | 2 | 2 | 12 | 10 | +2  | 8  |
|       | Lengyelország     | 7 | 3  | 3 | 1 | 11 | 5  | +6  | 9  |
| 4.    | Franciaország     | 7 | 3  | 2 | 2 | 16 | 12 | +4  | 8  |
|       |                   |   |    |   |   |    |    |     |    |
| 5.    | Brazília          | 5 | 4  | 0 | 1 | 15 | 6  | +9  | 8  |
| 6.    | Anglia            | 5 | 3  | 2 | 0 | 6  | 1  | +5  | 8  |
| 7.    | Szovjetunió       | 5 | 2  | 2 | 1 | 7  | 4  | +3  | 6  |
| 8.    | Ausztria          | 5 | 2  | 1 | 2 | 5  | 4  | +1  | 5  |
| 9.    | Észak-Írország    | 5 | 1  | 3 | 1 | 5  | 7  | −2  | 5  |
| 10.   | Belgium           | 5 | 2  | 1 | 2 | 3  | 5  | −2  | 5  |
| 11.   | Argentína         | 5 | 2  | 0 | 3 | 8  | 7  | +1  | 4  |
| 12.   | Spanyolország (R) | 5 | 1  | 2 | 2 | 4  | 5  | −1  | 4  |
|       |                   |   |    |   |   |    |    |     |    |
| 13.   | Algéria           | 3 | 2  | 0 | 1 | 5  | 5  | 0   | 4  |
| 14.   | Magyarország      | 3 | 1  | 1 | 1 | 12 | 6  | +6  | 3  |
| 15.   | Skócia            | 3 | 1  | 1 | 1 | 8  | 8  | 0   | 3  |
| 16.   | Jugoszlávia       | 3 | 1  | 1 | 1 | 2  | 2  | 0   | 3  |
| 17.   | Kamerun           | 3 | 0  | 3 | 0 | 1  | 1  | 0   | 3  |
| 18.   | Honduras          | 3 | 0  | 2 | 1 | 2  | 3  | −1  | 2  |
| 19.   | Csehszlovákia     | 3 | 0  | 2 | 1 | 2  | 4  | −2  | 2  |
| 20.   | Peru              | 3 | 0  | 2 | 1 | 2  | 6  | −4  | 2  |
| 21.   | Kuvait            | 3 | 0  | 1 | 2 | 2  | 6  | −4  | 1  |
| 22.   | Chile             | 3 | 0  | 0 | 3 | 3  | 8  | −5  | 0  |
| 23.   | Új-Zéland         | 3 | 0  | 0 | 3 | 2  | 12 | −10 | 0  |
| 24.   | Salvador          | 3 | 0  | 0 | 3 | 1  | 13 | −12 | 0  |
| 25.   | Kanada            | 3 | 0  | 0 | 3 | 0  | 5  | −5  | 0  |

## Érdekességek
- Olaszország a csoportban nyújtott gyenge szereplés (3 döntetlen) után három korábbi világbajnok legyőzésével nyerte meg a tornát. Sorrendben:Argentína, Brazília, NSZK.
- Az észak-írországi Norman Whiteside volt a legfiatalabb játékos a világbajnokságok történetében a maga 17 évével és 41 napjával, aki pályára lépett.
- Ez volt az első világbajnokság, amikor mind a 6 kontinens szövetségének legalább egy csapata képviseltette magát.
- Algéria volt az első afrikai csapat, amelyik európait győzött le. (2-1 az NSZK ellen).
- A magyar Kiss László volt az első cserejátékos, aki mesterhármast ért el világbajnoki meccsen.
- A Magyarország–Salvador 10–1 a világbajnokságok történetében az egyetlen mérkőzés, amelyen egy csapat kétszámjegyű gólt szerzett.
- Antonio Cabrini volt az első játékos, aki tizenegyest hibázott világbajnoki mérkőzésen.
- Az elődöntőben megrendezett NSZK-Franciaország volt az első meccs, ami tizenegyesrúgásokkal dőlt el. A 120 percnyi játék után 3-3 volt az eredmény és a büntető párbajt a németek nyerték 5-4-re.